# Don Flack
Pour les articles homonymes, voir Flack.
Donald Flack, Jr., dit Don Flack est un personnage de fiction, héros de la série télévisée Les Experts : Manhattan. L'acteur américain Eddie Cahill joue ce rôle.

## Biographie
Don Flack est un détective de la police judiciaire qui connaît mieux que personne les rues de New York. Descendant d’une longue lignée de policiers, il ne s’est jamais posé de questions. Il a toujours su ce qu’il voulait faire de sa vie : arrêter les criminels.
C’est un détective plein d’esprit avec peu de patience pour les « mauvais types ». 
Sa façon d’allier la modernité aux anciennes techniques d’investigation fait de lui un professionnel de choix et un élément important pour l’équipe de Mac Taylor. À la fin de la saison 2 (épi 224), Don se trouve dans un immeuble avec Mac lorsque celui-ci explose. Il est grièvement blessé et fait un long séjour à l'hôpital, mais finit par s'en sortir. Durant la saison 5, Don doit affronter la mort d'un suspect dans sa salle d'interrogatoire (épi 513). Mis à pied, il a beaucoup de mal à supporter cette situation, et déprime derrière son bureau. Heureusement, il sera innocenté.
Il a une sœur qui s'appelle Samantha. Au début de la saison 5, Don a de gros problèmes avec elle, car elle est devenue alcoolique et a perdu son emploi. Il fera tout pour essayer de la remettre sur le droit chemin, et elle finira par se rendre aux alcooliques anonymes. Côté cœur, Don est un vrai Don Juan. On peut d'ailleurs voir une de ses conquêtes au début de la saison 4 lors d'une enquête (épi 403). Toutefois, il tombe amoureux du détective Jessica "Jess" Angell (Emmanuelle Vaugier) et ils se mettent ensemble pendant la saison 5.
Il est de plus très ami avec Danny Messer et prête toujours une oreille attentive à ses problèmes. Il est loyal et ne dénonce jamais ses amis et collègue, sauf quand sa carrière est mise en jeu. Don entretient donc également une relation amoureuse avec Jess Angell dans la saison 5. À la fin de celle-ci, Jess est abattue, et Don est fou de rage et de douleur. Il prendra tous les risques pour retrouver son assassin et finira par l'abattre.
Pendant la saison 9, il sort avec une autre femme, Jamie Lovato, qui est lieutenant de police et détachée dans l'équipe.